# Hemerotrecha branchi
Hemerotrecha branchi är en spindeldjursart som beskrevs av Muma 1951. Hemerotrecha branchi ingår i släktet Hemerotrecha och familjen Eremobatidae. Inga underarter finns listade i Catalogue of Life.